# Oczy ognia
Oczy ognia (ang. Eyes of Fire) – amerykański horror z 1983 roku w reżyserii Averiego Crounse'a. Wyprodukowany został przez Elysian Pictures.

## Obsada
- Dennis Lipscomb (Will Smythe)
- Guy Boyd (Marion Dalton)
- Rebecca Stanley (Eloise Dalton)
- Sally Klein (Fanny Dalton)
- Karlene Crockett (Leah)
- Rob Paulsen (Jewell Buchanan)
- Ivy Bethune (Rachel)
- Fran Ryan (siostra)
- Kerry Sherman (Margaret Buchanan)
- Erin Buchanan (Meg)
- Will Hare (Calvin)
- Bret Pearson (Luther)

## Fabuła
Akcja filmu rozgrywa się w XVIII wieku. Kaznodzieja Smythe zostaje wygnany z miasta wraz z grupą osadników po tym, jak oskarżono go o czary. Banici osiedlają się w dolinie uważanej za przeklętą. Wkrótce ludzie zaczynają znikać w tajemniczych okolicznościach. Okazuje się, że to miejsce jest siedzibą złych mocy. Uchodząca za wiedźmę Leah szuka sposobu, by je unicestwić.